# Kale (maan)
Kale, of Jupiter XXXVII is een natuurlijke satelliet van Jupiter. De maan werd ontdekt in 2001 door de Universiteit van Hawaï in Manoa onder leiding van Scott S. Sheppard en kreeg de naam S/2001 J 8.
Kale is 2 kilometer in doorsnee en draait met een gemiddelde afstand van 23,306 Gm in 729,61 dagen rond Jupiter.
Kale werd in augustus 2003 vernoemd naar een van de Charites (Griekse Χάριτες, Latijns Gratiae, "Graces"), dochters van Zeus (Jupiter). 